# Isla Islitas
Isla Islitas, es una isla en el Golfo de California al este de la Península de Baja California. La isla se encuentra deshabitada y forma parte del Municipio de Loreto en Baja California Sur.

## Biología
Isla Islitas tiene una sola especie de reptil, Urosaurus nigricauda (lagartija de cepillo de cola negra).

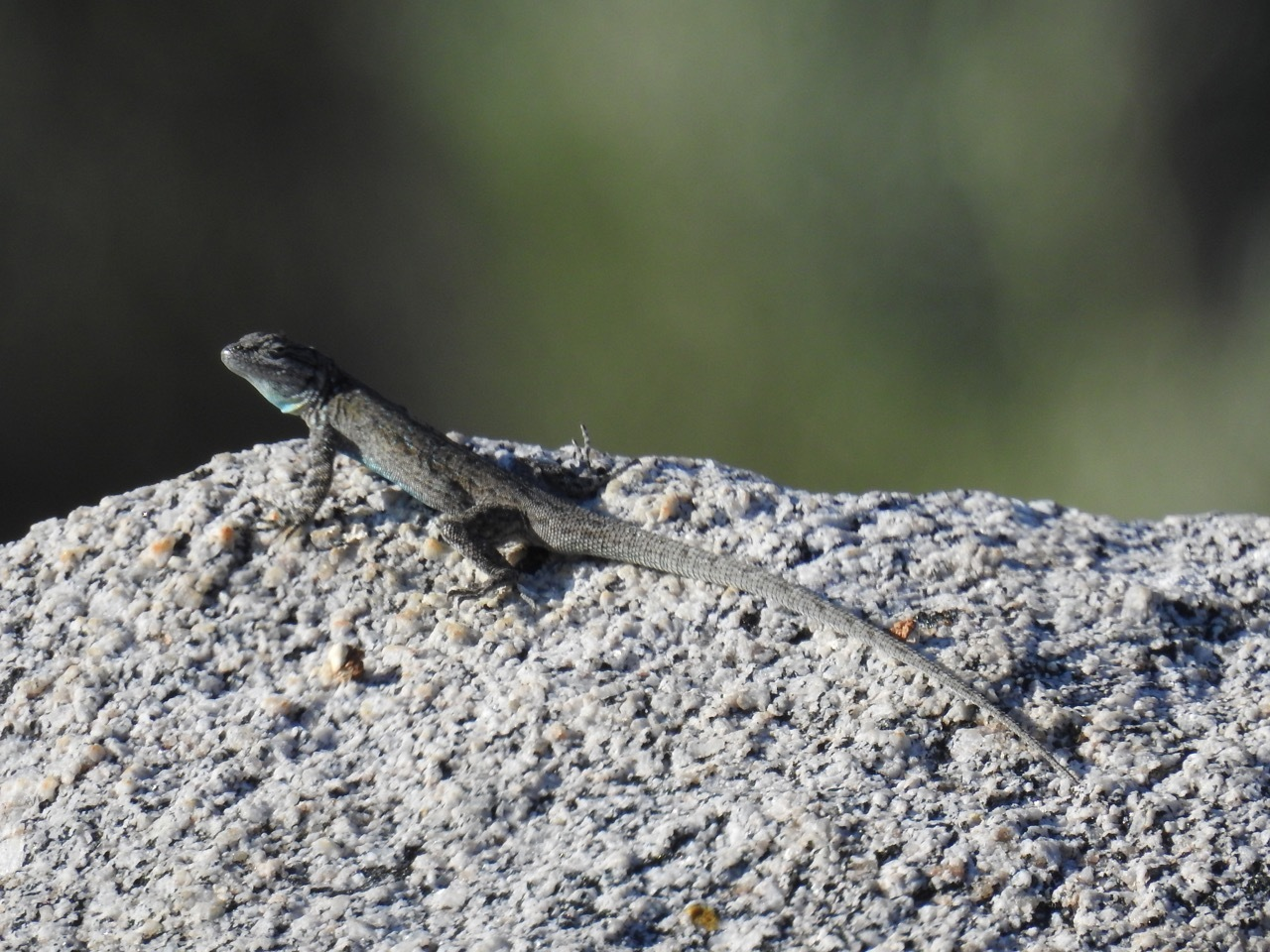
Urosaurus nigricauda también conocido como lagarto cepillo de cola negra o lagarto de árbol de escamas pequeñas.